# Großer Stein (Östliche Oberlausitz)
Der Große Stein, auch Spitzkunnersdorfer Spitzberg genannt, ist ein 471 Meter hoher Berg der Östlichen Oberlausitz im Landkreis Görlitz des Freistaat Sachsen. Er liegt in der Gemarkung der Gemeinde Leutersdorf in der Oberlausitz und ist weiterhin von den Orten Spitzkunnersdorf, Folge und Seifhennersdorf umgeben. Der Berg besitzt zwei Felsgipfel, von denen der kleinere als Goethekopf bezeichnet wird, da seine Silhouette Ähnlichkeit mit dem Gesichtsprofil Goethes hat. Auf dem größeren Gipfel hat man einen guten Rundblick ins Oberlausitz Bergland und kann sich ins ausgelegte Gipfelbuch eintragen. Am Osthang des Großen Steins entspringt der Spitzkunnersdorfer Bach. Im Nordwesten umfließt das Leutersdorfer Wasser den Großen Stein, früher befand sich dort der Seifenteich.

## Geologie
Die Entstehung des Großen Steins begann im Tertiär. Es entstanden Aschetuffe, die heute den Nordhang bilden. Während weiterer vulkanischer Aktivität drang Magma an die Oberfläche und bildete eine ausgedehnte Basaltdecke, den heutigen Osthang. Abschließend schoben sich Phonolithplatten nach oben und legten sich teilweise randlich über den Basalt.

## Flora und Fauna
Die Vegetation am Großen Stein kann als beispielhaft für eine ganze Reihe von Phonolithbergen im Oberlausitzer Bergland angesehen werden. Durch Nährstoffarmut, Exposition und Geländeneigung sind Arten der Gesteinsfluren, Magerrasen und bodensauren Birken-Eichenwalder vorherrschend.
Am Süd- und Osthang wächst im Wesentlichen das Zarte Straußgras, das unter anderem durch Hasen-Klee, Silber-Fingerkraut, Heide-Nelke und Glockenblumen ergänzt wird. Besonders hervorzuheben sind die Vorkommen von Silberdisteln und Feld-Kranzenzian, die in der Oberlausitz selten sind. Im Anschluss an die Wiesen finden sich Gebüsche wie Weißdorn oder Schlehdorn. Am südlichen Oberhang steht ein lichter Birkenbestand, der etwa seit 1920 dort wächst. Die Bodenflora bilden säureliebende Arten wie Straußgräser, Schaf-Schwingel und Glockenblumen.
Am schattigen Nordhang wachsen hauptsächlich Birken, Ebereschen und Stieleichen sowie Blutroter Hartriegel. Am Boden findet man Laubwaldpflanzen, die für Basaltkuppen typisch sind. Beispiele hierfür wären Bingelkräuter und Braunwurzen. Auf dem Phonolithgipfel gedeihen vor allem Kleinfarne, wie etwa der Nordische Streifenfarn.

### Naturschutz
Im Jahr 1928 sollte das Gestein des Berges als Baumaterial abgebaut werden, daraufhin kauften die damalige Gemeinde Spitzkunnersdorf und der Landesverein Sächsischer Heimatschutz den Berg. Das Gebiet wurde unter Naturschutz gestellt und die Felsenformationen zu einem geologischen Naturdenkmal erklärt und gehört zu den Naturdenkmäler in Landkreis Görlitz.

## Trivia
Anfang der 1960er-Jahre traf ein Blitz den Goethekopf und sprengte dessen „Nase“ weg. Kurz darauf wurde sie jedoch von Spitzkunnersdorfer Heimatfreunden wieder an ihre ursprüngliche Stelle zementiert. Am Fuße der Felsformation hat man von der Emma-Bank (bei Lage) einen schönen Ausblick Richtung Westen und vom Lausche-Blick (bei Lage) Richtung Süden.